# Ajtra (okeanida)
Ajtra (gr. Αἴθρα Aithra, łac. Aethra ‘Jasna’) – w mitologii greckiej jedna z okeanid.
Uchodziła za córkę tytana Okeanosa i jego żony tytanidy Tetydy. Była żoną tytana Atlasa oraz matką Hiad.